# Amarok (přehrávač)
Amarok je multiplatformní přehrávač audia. Využívá funkce KDE, ale je vydáván nezávisle. Byl již při několika příležitostech zvolen nejpopulárnějším audio přehrávačem.
Původně se nazýval amaroK, kde velké K značilo spojitost s KDE. V červnu 2006 byl přejmenován na Amarok.

## Cíle vývoje
Heslem Amaroku je „Znovuobjevte svou hudbu“ a jeho vývoj je na této myšlence založen. Program obsahuje několik funkcí, které pomáhají nalézat novou hudbu a dovědět se něco nového o hudbě, kterou již uživatel má. Takovou funkcí je například kontextový prohlížeč nabízející pohled na související články ve Wikipedii a texty písniček. Amarok je také silně propojen se službou last.fm, pomocí které nabízí podobné písně a interprety k těm, které uživatel právě poslouchá.

## Vlastnosti
Amarok přináší více než jen pouhé přehrávání hudby. Může být například používán k organizaci hudební sbírky podle stylu, umělce, alba, lze s ním editovat tagy připojené k mnoha hudebním formátům, připojit si k albu jeho obrázek nebo k jednotlivým písničkám texty. Velkou výhodou Amaroku je možnost používání skriptů, které jeho schopnosti rozšiřují dle libosti uživatele. Mnoho předprogramovaných jich naleznete na oficiálních stránkách.
- Přehrávání hudebních souborů různých formátů zahrnující kupříkladu (záleží na nastavení systému) FLAC, Ogg, MP3, AAC, WAV, WMA, Apple Lossless, WavPack, TTA a Musepack. Poznámka: Amarok nepřehrává soubory obsahující DRM.
- Možnost změnit tagy hudebních souborů.
- Přiřazení obrázku k příslušnému albu, případně jeho nahrání přímo z Amazon.com.
- Vytváření a úpravy playlistů.
- Synchronizace, stahování, přehrávání a nahrávání hudby do přehrávačů jako je iPod, iriver iFP, Creative NOMAD, Creative ZEN, MTP, Rio Karma a zařízení se souborovým systémem VFAT.
- Přímé zobrazování informací o umělci z Wikipedie a stahování textu přehrávané skladby.
- Podpora pro Last.fm obsahující odesílání přehraných skladeb na server, poslech podobných umělců a přehrávání streamů z Last.fm.
- Podcasty

## Amarok 2.0
KDE 4 již obsahoval Amarok ve verzi 2. Mezi zajímavá vylepšení patří integrace projektu Jamendo.com, odkud si lze zdarma stahovat muziku uveřejněnou samotnými autory. Amarok 2 také přinesl uživatelské rozhraní, jehož významná část sestává z widgetů, které si zvolí uživatel. Více o Amaroku 2 se lze dočíst na Amarok Blog.

### Změny od 1.4
Service Framework: Toto integruje síťové zdroje hudby přímo do Amaroku. To zahrnuje online hudební obchody, mediální servery, webové hudební skříňky a další. Díky tomu mohou uživatelé získat snadný přístup k hudbě poskytované Magnatune, Jamendo, Last.fm, MP3Tunes Locker a Ampache.
Předpojaté seznamy stop: Předpojaté seznamy stop rozšiřují staré dynamické seznamy stop. Umožňují uživatelům definovat automaticky vyplněný seznam skladeb na základě konkrétních kritérií řízených pravděpodobností nazývaných „předpojatosti“.
Kontextové zobrazení: Toto zobrazení zaujímá centrální místo okna Amaroku a nahrazuje starý kontextový prohlížeč ze série 1.x. Zobrazuje kontextové informace o hudbě, kterou člověk hraje, jako je obal alba, hodnocení skladby, štítky, texty, informace o interpretovi, související písně a umělci a nálada skladby.
Další funkce: Mezi další změny v Amaroku 2.0 patří nové škálovatelné téma založené na SVG, pokročilé skriptování, dynamické kolekce, změny použitelnosti, aktualizované ovládání mediálních zařízení, nový správce podcastů a podpora pro více softwarových platforem.

## Historie verzí
| Barva   | Význam                                  |
| ------- | --------------------------------------- |
| Červená | Zastaralá verze; dále již nepodporováno |
| Žlutá   | Zastaralá verze; stále s podporou       |
| Zelená  | Současná verze                          |
| Modrá   | Budoucí verze                           |

| Verze | Kódové jméno         | Vedlejší verze | Datum vydání       | Poznámka |
| ----- | -------------------- | -------------- | ------------------ | --- |
| 0.5   | ??                   | 0.5.0          | 23. června 2003    | První vydání |
| 0.6   | ??                   | 0.6.0          | 20. září 2003      | ?? |
| 0.7   | ??                   | 0.7.0          | 16. listopadu 2003 | Přidána podpora pro prolínání přehrávaných písniček a upravitelné sloupce hlavního okna. |
| 1.0   | ??                   | 1.0.0          | 17. června 2004    | Přidány funkce pro prohledání kolekce, správce souborů, nahrání obalu alba z Amazon.com a statistiky přehrávání. |
| 1.1   | I am a rock          | 1.1.0          | 27. září 2004      | Přidána podpora pro hodnocení písniček. |
| 1.2   | ??                   | 1.2.0          | 14. února 2005     | Podpora pro iPody, Audioscrobbler, uložení kolekce v databázi MySQL a skinovatelný prohlížeč sbírky. |
| 1.3   | Airborne             | 1.3.0          | 14. srpna 2005     | Nový prohlížeč playlistů, dynamické playlisty, podpora pro podcasty, cuesheety a integrace Wikipedie. |
| 1.3   | Airborne             | 1.3.9          | 26. března 2006    | Aktualizace uživatelského prostředí a podpory podcastů. |
| 1.4   | Fast Forward         | 1.4.0          | 17. května 2006    | Vylepšená podpora mobilních zařízení, práce na uživatelském prostředí a správě paměti, integrace Last.FM do kontextového prohlížeče, podpora pro stahování textu přehrávané písničky přes skripty, ripování CD stylem drag & drop.      |
| 1.4   | Fast Forward         | 1.4.1          | 2. července 2006   | Zlepšení výkonu a použitelnosti, přejmenování aplikace z amaroK na Amarok, podpora Last.FM streamů, hodnocení přes skripty. |
| 1.4   | Fast Forward         | 1.4.2          | 22. srpna 2006     | DAAP klient, podpora pro zařízení typu MTP, dynamická kolekce, volitelné Last.FM stanice. |
| 1.4   | Fast Forward         | 1.4.3          | 5. září 2006       | AFT (Amarok File Tracking). |
| 1.4   | Fast Forward         | 1.4.4          | 30. října 2006     | Intergace Magnatune, 3 různé způsoby prolínání písniček přes Xine a helix rozšíření. |
| 1.4   | Fast Forward         | 1.4.5          | 4. února 2007      | SHOUTcast streamy. |
| 1.4   | Fast Forward         | 1.4.6          | 24. června 2007    | Nové ikonky, podpora Rockbox. |
| 1.4   | Fast Forward         | 1.4.7          | 13. srpna 2007     | Aktualizace ikonek. |
| 1.4   | Fast Forward         | 1.4.8          | 20. prosince 2007  | Přidána / vylepšena podpora pro poslední verze iPodů (užitím libgpod3): 6. generace iPod Classic, 3. generace iPod Nano a iPod Touch.                                                                                                   |
| 1.4   | Fast Forward         | 1.4.9          | 9. dubna 2008      | Pouze vydání pro Kubuntu, oprava důležité bezpečnostní chyby. |
| 1.4   | Fast Forward         | 1.4.9.1        | 12. dubna 2008     | Aktualizace překladů a opravy chyb. |
| 1.4   | Fast Forward         | 1.4.10         | 13. srpna 2008     | Oprava velmi důležité bezpečnostní chyby. |
| 2.0   | In the beginning     | 2.0.0          | 10. prosince 2008  | Kompletní redesign uživatelského prostředí, podpora KDE 4, první vydání pro Microsoft Windows a Mac OS X |
| 2.0   | Magellan             | 2.0.1.1        | 11. ledna 2009     | Opravy chyb, přidání funkcionality z verze 1.4. |
| 2.0   | Only Time Will Tell  | 2.0.2          | 5. března 2009     | Oprava chyb a zlepšení stability |
| 2.1   | Let There be Light   | 2.1.0          | 3. června 2009     | Zabudovaná podpora Replay Gain (udržování stejné hlasitosti), předělaný prohlížeč kontextu, editor zobrazení playlistu a Amarok URLs azáložky                                                                                           |
| 2.1   | Oceania              | 2.1.1          | 17. června 2009    | Oprava chyb a zlepšení stability |
| 2.2   | Sunjammer            | 2.2.0          | 1. října 2009      | Možnost úpravy vzhledu, zobrazení fotografií a videí, změněna navigace v prohlížeči kolekce, vylepšená podpora třídění a hledání v playlistu                                                                                            |
| 2.2   | Weightless           | 2.2.1          | 16. listopadu 2009 | Zrychlení prohledávání kolekce, lepší organizace podcastů, automatické zjišťování podcastů, podpora Samby v playlistu |
| 2.2   | Maya Gold            | 2.2.2          | 11. ledna 2010     | Podpora moodbaru (pro lepší orientaci ve skladbě), podpora popisků, vylepšení podpory podcastů, oprava mnoha chyb |
| 2.3   | Clear Light          | 2.3.0          | 15. března 2010    | Vylepšená podpora podcastů a uložených playlistů, spousty malých vylepšení |
| 2.3   | The Bell             | 2.3.1          | 31. května 2010    | Podpora automaticky generovaných playlistů, dva nové applety pro prohlížeč kontextu, vylepšení stahování obalů, množství drobných vylepšení a opravy chyb                                                                               |
| 2.3   | Moonshine            | 2.3.2          | 21. září 2010      | Dynamická kolekce prošla několika opravami a měla by lépe pracovat s pevnými disky a s USB flash paměťmi. Další opravy chyb. |
| 2.4   | Slipstream           | 2.4.0          | 15. ledna 2011     | Při kopírování souboru do místní knihovny lze konvertovat jeho formát, další opravy chyb. |
| 2.4   | Resolution           | 2.4.1          | 8. května 2011     | [ 13 ] |
| 2.4   | Nightshade           | 2.4.2          | 7. července 2011   | Možnost kopírování/přesunu v rámci Místní hudby, nebo přímo ze seznamu skladeb, pomocí metody "táhni a pusť"; další opravy chyb. |
| 2.4   | Berlin               | 2.4.3          | 1. srpna 2011      | [ 15 ] |
| 2.5   | Earth Moving         | 2.5            | 20. prosince 2011  | Přepsána podpora USB Mass Storage, integrován Amazon MP3 store, další opravy chyb. Verze pro Windows je oficiálně označena jako stabilní.                                                                                               |
| 2.6   | In Dulci Jubilo      | 2.6            | 13. srpna 2012     | Kompletní přepsání podpory pro zařízení iPod a iPhone. |
| 2.7   | A Minor Tune         | 2.7            | 18. ledna 2013     | Přidána předběžná verze doplňku pro spolupráci se sémantickým desktopem Nepomuk. Synchronizace statistik mezi knihovnou a Last.fm. Významně vylepšené chování a vzhled průzkumníku souborů. Byla vzkříšena možnost přehrávání audio CD. |
| 2.7   | Harbinger            | 2.7.1          | 15. května 2013    | [ 19 ] |
| 2.8   | Return To The Origin | 2.8            | 16. srpna 2013     | [ 20 ] |